# شركة تراست و تايتل للتأمين

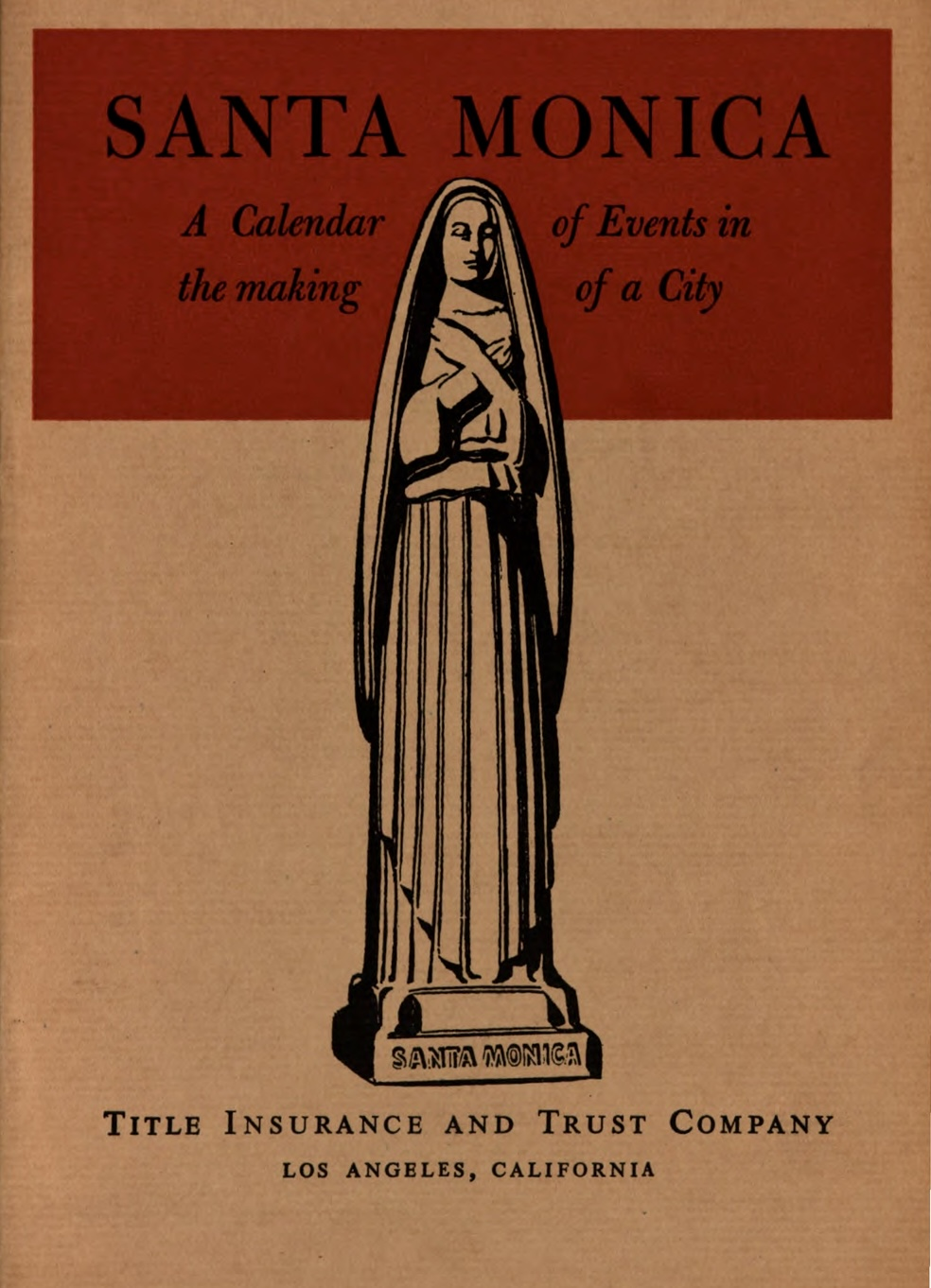
يظهر تمثال يوجين موراهان للصفقة الجديدة سانتا مونيكا على غلاف شركة Title Insurance and Trust Company لتاريخ سانتا مونيكا، كاليفورنيا

شركة تراست و تايتل للتأمين Title Insurance and Title Company في لوس أنجلوس كانت شركة تأمين ملكية يتم ذكرها لمساهماتها في توثيق التاريخ المحلي. بالإضافة إلى تجميع مجموعة ملحوظة من الصور التاريخية الموجودة الآن في مجموعة جمعية كاليفورنيا التاريخية،  كلفوا دبليو دبليو روبنسون (وآخرين) بكتابة سلسلة من الكتيبات حول تاريخ مناطق وأحياء جنوب كاليفورنيا.  تم الاعتراف بمبنى شركة Title Insurance and Trust Company الواقع في Spring Street، والذي استخدمته الشركة من عام 1928 إلى عام 1977، كمبنى مهم من الناحية المعمارية في وسط مدينة لوس أنجلوس . 